# Mangalobythus acutifolius
Mangalobythus acutifolius is een keversoort uit de familie van de kortschildkevers (Staphylinidae). De wetenschappelijke naam van de soort werd in 1989 voor het eerst geldig gepubliceerd door Tanokuchi.